# Збройні сили Ємену
Республіка Ємен була створена в 1990 р об'єднанням двох єменських держав — північного ЙАР (Єменська Арабська Республіка) та південного НДРЙ (Народно-Демократична Республіка Ємен). До об'єднання на озброєнні ЙАР знаходилося головним чином зброю західного, НДРЙ — східного виробництва. Незважаючи на об'єднання, протиріччя між Північчю та Півднем привели в 1994 р до громадянської війни, що завершилася в липні 1994 р перемогою Півночі. Значна кількість озброєння та військової техніки було знищено під час війни (в т.ч. 6 МіГ-21Ф, 10 Су-20, 2 Мі-25, 2 Іл-14), оцінки єменського арсеналу в чому базуються на довоєнних оцінках. В цілому озброєння єменської армії сильно застаріло, у другій половині 90-х рр були заключені лише кілька контрактів із закупівлі уживаної (хоча в деяких випадках цілком сучасної) техніки в республіках СНД, Чехії та Польщі.

## Структура ЗС Ємену
- сухопутні війська (60 тис. осіб),
- військово-повітряні сили (3 тис. осіб),
- військово-морські сили (1,7 тис. осіб),
- сили ППО (2 тис. осіб),
- сили народної оборони (17,5 тис. осіб).
- Інші збройні формування

Сили міністерства національної безпеки — 50 тис. осіб
Збройні загони племен — 20 тис. осіб.

## Сухопутні сили
Нараховують 45 окремих бригад: 8 танкових, 6 механізованих, 16 піхотних, 2 повітряно-десантних та командос, 1 урядової гвардії, 3 артилерійських, 1 ракетна, 1 спецназу, 2 зенітних.

## Озброєння
На озброєнні ЗС Ємену знаходяться: 
- Танки:

60 Т-72Б/АГ (30 Т-72Б куплені в Росії в 1999р, отримані в травні 2000р. 30 Т-72М1 куплені в Білорусі в 2000р. пізніше модернізовані до стандарту Т-72АГ)
700-850 Т-54/55 (450 на озброєнні)
250 Т-62 (200 на озброєнні)
140 М60А1 (50 на озброєнні)
Т-34-85 (30 на озброєнні і до 500 на зберіганні)
- БМП:

330-510 БМП-1/БМП-2 (100-200 на озброєнні)
- БТР та БРМ:

90-120 M113A1/A2/A3
до 650 БТР-40/БТР-50/БТР-60/БТР-152 і Walid, з них 180 на озброєнні (60 БТР-40, 100 БТР-60 і 20 БТР-152 на озброєнні), решта на зберіганні.
18 YLAV (Yemeni Light Armored Vehicle) Cougar (поставлений з США, виробник — компанія Spartan Chassis Inc)
90-185 AML-60 та AML-90 (80 на озброєнні)
75 Panhard M3 (на зберіганні, можливо зняті з озброєння)
100-150 БРДМ-2 (50 на озброєнні)
10 Ferret (на зберіганні, можливо зняті з озброєння)
60 Саладін (на зберіганні, можливо зняті з озброєння)
- САУ:

25 2С1 Гвоздика (122мм)
до 100 СУ-100 на постійних позиціях (100мм, можливо зняті з озброєння)
- Буксирувана артилерія:

12-15 М114 (155мм)
10-40 Д-20 (152мм)
90 М-46 (130мм, 60 на озброєнні)
150 Д-30 (122мм, 130 на озброєнні)
98-100 М-30 (М-1938, 122мм, 40 на озброєнні)
30 А-19 (М-1931/1937, 122мм)
30-35 М101А1 (105мм, 25 на озброєнні)
36 СМ-4-1 (130мм, в берегової артилерії)
- Міномети:

81мм 200-250
82мм 90-100 M-43
107мм 12
120мм 100-110 M-43
160мм 100
- РСЗВ:

280-290 БМ-21 Град (122мм, 150 на озброєнні)
14-50 БМ-14 (140мм)
15 БМ-13 (132мм, на зберіганні, можливо зняті з озброєння)
- Протитанкові засоби:

12 ПТКР BGM-71A TOW
24 M47 Dragon
35 "Малютка" (AT-3 Sagger, крім того, на БМП-1)
Наявність БМП-2 може означати, що є і 9М113 «Конкурс» (AT-5 Spandrel)
40 100мм гармат Т-12 (на зберіганні, можливо зняті з озброєння)
20 100мм гармат БС-3
100 85мм гармат Д-44 (90 на озброєнні)
100 76,2мм гармат ЗІС-3 (70 на озброєнні)
57мм гармати ЗІС-2 (на зберіганні, можливо зняті з озброєння)
107мм безвідкатні гармати Б-11
82мм безвідкатні гармати Б-10
75мм безвідкатні гармати М-20
73мм гранатомети РПГ-7
66мм гранатомети M72 LAW
450 40мм протипіхотних гранатометів M79
- ЗРК та ПЗРК:

25 батарей С-75 "Двіна" (SA-2 Guideline) та С-125 "Нева" (SA-3 Goa)
2К12 "Квадрат" (експортна версія ЗРК "Куб", SA-6 Gainful)
120 ПУ 9К31 «Стріла-1» (SA-9 Gaskin)
9К35 «Стріла-10» (SA-13 Gopher)
100-200 9К32/9К32М " Стріла-2/2М" (SA-7 Grail, 100 на озброєнні)
9К34 "Стріла-3" (SA-14 Gremlin)
- Зенітна артилерія:

40 КС-12 (85мм)
ЗСУ-57-2 (57мм, можливо зняті з озброєння)
120-150 С-60 (57мм, 100 на озброєнні)
150-200 М-1939 (37мм)
10 "Ерлікон" (35мм)
50 ЗСУ-23-4 "Шилка" (23мм)
100 ЗУ-23-2 (23мм)
20-30 самохідних M163 VADS Вулкан (20мм, 20 на озброєнні)
50-52 M167 VADS Вулкан (20мм)
50 ЗПУ-2 (14,5мм, 35 на озброєнні)
- Ракетні комплекси:

12 Місяць (FROG-7)
10 9K79 Точка (SS-21 Scarab)
6 Scud-B (33 ракети)
2 батареї (8 ПУ) ПКРК "Рубіж" (SSC-3 Sallen), ПКР П-15М «Терміт» (SS-N-2С Styx)
- Бойові літаки:

18-24 МіГ-29СМТ/МіГ-29УБТ
10-13 F-5E/B Тигр II
46-82 МіГ-21біс/МіГ-21МФ/МіГ-21У/F-7B(та/або M) (боєздатних не більше 30)
30 Су-22
15 МіГ-23 (на зберіганні, можливо зняті з озброєння)
МіГ-15/МіГ-17 (використовуються як навчальні, можливо зняті з озброєння)
- Навчальні літаки:

12 L-39C «Альбатрос»
4 МіГ-21У
2 F-5B
14 Як-11
14 Z-242
- Транспортні літаки:

1-3 Ан-12
1-2 Ан-24
6-10 Ан-26 (4 на озброєнні)
3 C-130Н Геркулес
3 Іл-76
4 Іл-14
2 Short Skyvan Srs.3
1 Fokker 27
- Гелікоптери:

до 20 Мі-24/25/35
39-40 Мі-8/Мі-17 (9 на озброєнні)
2-5 АВ-212 (Bell 212)
2 АВ-205 (Bell 205)
2 АВ-204 (Bell 204)
6 АВ-206 (Bell 206, 4 на озброєнні)
1 AB-47 (Bell 47)
- Корабельний склад:

2 сторожовий корабель пр. 1241 (Tarantul-I) — по 4 ПУ ПКР П-15 (SS-N-2C Styx) — 1 не боєздатний
3 ракетних катера Huang-Feng (Huangfen) — китайські, по 4 ПУ ПКР YJ-1 (C-801)
5 тральщиків пр. 1258 (Yevgenia)
1 морський тральщик пр.266МЕ (Natya)
2-3 сторожових катер типу Sana'a (Broadsword) — 1 не боєздатний
2 (3 по IISS) сторожових катери пр. 1400м (Zhuk)
6 сторожових катерів типу Baklan (Vigilante/CMN) — куплені у Франції в 1996-1997рр; за деякими джерелами контракт був заморожений
1 великий десантний корабель пр. 775 (Ropucha)
1 десантного корабля типу Lublin (NS-212) — куплений в Польщі в 1999р
2 малих десантних корабля пр. 1176 (Ondatra)
3 десантних типу Deba (NS-717 або NS-716) — куплені в Польщі в 2001р; 4-ий катер (NS-722) будується
1 малий десантний корабель типу Т-4 — можливо, знятий з озброєння
2-3 допоміжних судна (танкера) типу Toplivo
близько 20 малих патрульних катерів
6 катерів-тральщиків
до 5 французьких сторожових катерів типу Interceptor.